# Otto Francl
Otto Francl (rodné jméno: Frantzl) (10. června 1896, Pohořelice (okres Břeclav) – 8. července 1950, Brno) byl příslušník československých legií v Rusku. Po návratu do Československa se stal vojákem z povolání. Během protektorátu se zapojil do domácího odboje (Obrana národa), byl zatčen a odsouzen k doživotí. Po druhé světové válce se vrátil k důstojnickému sboru, byl povýšen do generálské hodnosti ale jeho podlomené zdraví mu nedovolilo dožít se vysokého věku. Zemřel ve svých 56 letech.

## Život

### První světová válka
Otto Francl se narodil 10. června 1896 v Pohořelicích v okrese Mikulov. Po vypuknutí první světové války musel narukovat do rakousko–uherské armády a byl převelen na ruskou frontu. Tady dosáhl hodnosti kadeta u 40. pěšího pluku. Do nepřátelského zajetí padl dne 5. června 1916 (Olyka) a do řad příslušníků československých legií na Rusi se přihlásil dne 1. března 1917 (Makarjev, Kostromsk). V československých legiích na Rusi sloužil od 1. srpna 1917 a to u 6. střeleckého pluku (2. roty) v hodnosti kandidáta na praporčíka. Svoji legionářskou vojenskou kariéru zakončil v hodnosti nadporučíka u 6. střeleckého pluku. Formálně byl vyřazen z legionářské evidence 20. června 1920. 

### První republika a protektorát
Po návratu do Československa se stal vojákem z povolání v prvorepublikové armádě. Rok 1938 jej zastihl v činné službě v hodnosti podplukovníka ve funkci velitele praporu Stráže obrany státu (SOS) Užhorod. Po 15. březnu 1939, vyhlášení protektorátu a likvidaci (rozpuštění) československé armády působil jako aktuárský ředitel.  Záhy po nastolení Protektorátu Čechy a Morava se zapojil (od 26. května 1939) do řad členů domácí vojenské ilegální odbojové organizace Obrana národa (zemské velitelství, funkce velitele úderné roty). Zpočátku byl jeho velitelem generál František Slunečko, později spadal velitelsky pod plukovníka generálního štábu Václava Lysáka. Otto Francl se podílel na vytváření úderných oddílů v Brně a v krajích, taktéž organizoval nelegální výrobu ručních granátů zamýšlených pro pouliční boj, zabýval se shromažďováním a ukrýváním zbraní, jakož i zpravodajskou činností, při níž získával a vyhodnocoval zprávy vojenského charakteru. Také rozšiřoval ilegální tiskoviny. Gestapo jej zatklo v Brně 19. března 1940. Lidový soud (Volksgericht) v Berlíně jej 3. prosince 1941 odsoudil za odbojovou činnost k doživotnímu trestu odnětí svobody a k doživotní ztrátě čestných občanských práv. Společně s ním byli za odbojovou činnost souzeni: František Blabolil (trest smrti), Jaroslav Konopásek (5 let káznice), Václav Kratochvíl (6 let káznice) a Václav Lysák (trest smrti).

### Po druhé světové válce
Po skončení druhé světové války se Otto Francl vrátil do osvobozeného Československa 22. května 1945. Byl zasažen otevřenou tuberkulózou (TBC) a i když prodělal půlroční léčení v sanatoriu Na Pleši, nebyl jeho dlouhodobý zdravotní stav trvale uspokojivý, což se později projevilo tím, že ještě v listopadu roku 1947 zůstával v domácím lékařském ošetření. V roce 1946 měl již hodnost brigádního generála a funkci zatímního posádkového velitele v Brně. Otto Francl je znám jako autor základní práce o Obraně národa na Moravě. Za účast v první světové válce a domácím odboji za druhé světové války byl nositelem mnoha vojenských řádů a vyznamenání. Zemřel 8. července 1950 ve vojenské nemocnici v Zábrdovicích. Je pochován na Ústředním hřbitově města Brna, Vídeňská 96, skupina 41, řada 2, hrob číslo 105.

## Vyznamenání a pocty
- Československý válečný kříž 1918  (ministerstvo války, 11. března 1921, dekret číslo 9036);[1]
- Řád Štefánika s meči  (velitel 2. střelecké divize na Rusi, 1919, číslo 13131);[1]
- Medaile vítězství Sibiř - Bachmač (ministerstvo národní obrany, číslo 2644/22);[1]
- Revoluční medaile  (ministerstvo války, 30. listopadu 1920, číslo 37693);[1]
- Československý válečný kříž 1939  (prezident republiky, 15. dubna 1946, číslo 21473/46);[1]
- Medaile za chrabrost  (prezident republiky, 15. dubna 1946, číslo 12715/46);[1]
- Československá vojenská medaile za zásluhy I. stupně  (prezident republiky, 15. dubna 1946, číslo 11685);[1]
- Bachmačská medaile  (ministerstvo národní obrany, 7. března 1948, číslo 395/48);[1]
- Slovenská medaile za věrnost (ministerstvo národní obrany, slovenská národní rada, číslo 761/2251/47);[1]
- Spojenecká medaile z roku 1918 [1] a
- další pamětní medaile[1]